# Неренштеттен
Неренштеттен (нім. Nerenstetten) — громада в Німеччині, знаходиться в землі Баден-Вюртемберг. Підпорядковується адміністративному округу Тюбінген. Входить до складу району Альб-Дунай.
Площа — 6,09 км2. Населення становить 347 ос. (станом на 31 грудня 2020).